# Command & Conquer: Red Alert: The Aftermath
Command & Conquer: Red Alert: The Aftermath è la seconda espansione del videogioco di strategico in tempo reale Command & Conquer: Red Alert.
L'espansione porta nuove unità e una nuova grafica. Le nuove unità Includono Chronotank, Demolition Truck, Field Mechanic (ripara i veicoli in battaglia), Shock Trooper, M.A.D. Tank e Missile Sub. Vi sono diciotto nuove missioni e più di cento mappe per il multiplayer. Sono inserite otto nuove colonne sonore che si aggiungono a quelle del gioco portandole a 35 totali.